# グラドスキ・スタディオン・ベラネ
グラドスキ・スタディオン・ベラネ（セルビア語: Gradski stadion Berane, Градски стадион Беране）は、モンテネグロ・ベラネに所在する多目的競技場である。主にサッカーの試合で用いられ、FKベラネ、FKラドニチュキ・ベラネが本拠地としている。

## 歴史
1975年完成。当初は1万1000人収容であった。
2017年に欧州サッカー連盟の基準に沿うように改修を行い、翌年9月に完成した。以降の収容人数は6500人となった。

## 概要
サッカーのピッチは105m×70mである。その周囲に陸上競技用のトラックが存在している。